# Höllische Nachbarn (Fernsehsendung)
Höllische Nachbarn ist eine von 1998 bis 2000 auf RTL ausgestrahlte Comedysendung.

## Handlung
In der Sendung wurden je zwei kuriose Fälle von Nachbarn, die sich streiten, gezeigt.
Der Streit geht hierbei meist von beiden Seiten aus und die Nachbarn handeln oft am Rande der Legalität und enden dadurch häufig vor Gericht.

## Moderation
„Moderator“ der Sendung war Thomas Lang. Er stellte eine Art imaginären Erzähler dar, der in jeder Folge mit den streitenden Nachbarn interagiert und von diesen häufig gar nicht wahrgenommen werden konnte.

## Medien
2005 erschien ein PC-Spiel zu der Sendung, in der man selbst eine Partei eines Streites spielt und die gegnerische Partei (seine Nachbarn) so viel wie möglich provozieren musste. Dies ist im Spiel möglichst unauffällig zu erledigen.

## Spielfilme
Die nachfolgenden Spielfilme basieren auf der Serie: Höllische Nachbarn (1998), der die beiden Fortsetzungen Höllische Nachbarn – Nur Frauen sind schlimmer (2000) und Höllische Nachbarn – Chaos im Hotel (2000) nach sich zog. In allen drei Filmen spielte Markus Majowski die männliche Hauptrolle. In den ersten beiden Filmen spielte auch Esther Schweins mit. In den ersten Film wurden nachträglich Szenen mit Thomas Lang als Moderator hineingeschnitten, wodurch ein enger Bezug zur Serie hergestellt wurde. Bei Wiederholungen fehlten diese Szenen meist, so dass davon ausgegangen werden kann, dass sie tatsächlich nicht Bestandteil des Films waren, sondern lediglich im Nachhinein integriert worden sind.